# Mobilní zeleň

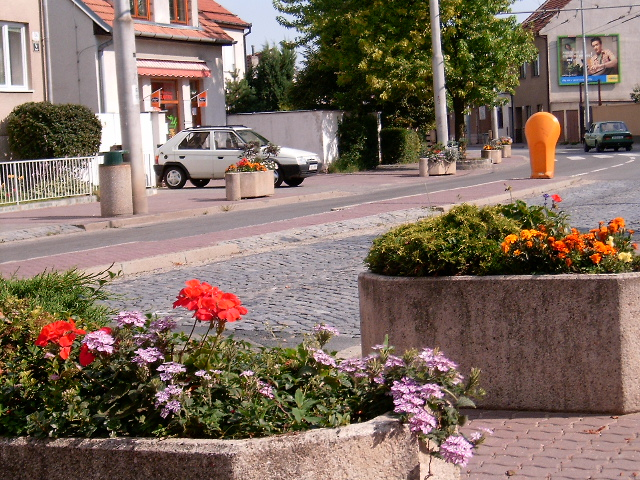
mobilní zeleň – kombinace dřevin, letniček a trvalek

Mobilní zeleň je obvykle označení pro zeleň v nádobách, které je běžně možné lidskou silou, nebo za pomoci techniky přemístit. Obvykle jde o zeleň veřejnou, avšak někdy je pod označením přenosná zeleň řazena i veškerá zeleň v nádobách, umístěná v exteriéru. Tedy v širokém pojetí jde o zeleň v okolí staveb, která je, nebo může být snadno přemisťována. Přenosná zeleň je zcela běžná v použití samostatně v městském a průmyslovém prostředí. Je také prvek zahradní architektury používaný v sadovnické tvorbě, v koncepci geometrických a architektonických slohů (pravidelná zahrada), častá v obvyklém pojetí venkovských zahrad a východních zahradnických slohů, dosti neobvyklá v přírodních zahradách a nepoužívaná v partiích ve stylu anglických, přírodně krajinářských parků.

## Historie
Nádoby v nichž se pěstovaly citrusy anebo cizokrajné rostliny, jako ozdoby v nádobách, jsou popsány z období románské kultury. Podle Loudona, jsou v literatuře z románského období popisovány rostliny v květináčích, jenž se objevují někdy na chodnících a jindy postavené v oknech, či na terasách v římských zahrad. Vzhledem k oblibě sebeodříkání a v boji proti hříšnému přepychu, který je skryt v každé ozdobě, obliba okrasné zeleně v nádobách v průběhu středověku poněkud poklesla až na výjimky, kterými byly zahrady významných světských a duchovních činitelů. V barokních zahradách byla okrasná zeleň v nádobách zcela běžná. V dnešní době je mobilní zeleň používána jako náhrada zeleně na významných, nebo frekventovaných místech městských aglomerací.

## Popis
Stabilní, kvůli ztížení možné krádeže nesnadno přenosné nádoby, zpravidla z betonu. Nádoby, které lze k danému účelu použít, ovšem mohou být různé. V parku Boboli jsou používány ručně vyrobené umělecky zdobené velké hliněné nádoby. Ke stejnému účelu jsou dnes vyráběny i nádoby z umělého kamene připomínající přirozený kámen, nebo nabarvené betonové nádoby, připomínající tvarem skutečný pařez a podobné plastiky. Jako mobilní zeleň učebnice sadovnictví doporučuje i různé dřevěné kbelíky, truhlíky z eternitu (azbestocement, osinkocement), pěnového polystyrenu, nebo malé dřevěné soudky, u nichž bylo odstraněno jednu dno, nebo část soudku odříznuta. V učebnici sadovnictví také najdeme doporučení: „Dřevěná koryta si můžeme i sami vyrobit z půlky silnějšího dřevěného špalku, jehož vnitřek vydlabeme. Kůru můžeme ponechat. Takové přírodní koryto s vhodným osázením se stane pěknou ozdobou na každé zahradě.“ V dnešní době takto lze použít například i moderní plastové a plechové sudy (dokonce i rzivé, nebo jen málo poničené) pokud splňují podmínku, že budou ozdobné, vkusné a budou ladit stylem, materiálem a způsobem úpravy s okolím, což není vždy úplně snadné. Mobilní zeleň, ať taková či jiná, musí být harmonickou a logickou součástí kompozice a přinášet pozorovateli příjemné počitky. Z mobilní zeleně lze snadno vytvořit opakováním i jednoduchou alternativu krátké aleje a vhodně zvýraznit například vstup do budovy.
Nádoby obvykle nemají spojení s půdou. Jsou samostatným prvkem. Bývají vyplněné z části propustnou hmotou (písek, štěrk – drenáž) a z části živným substrátem. Nádoby jsou osázeny rostlinami. Kvůli omezení vlivu znečišťování veřejné zeleně odpadky od kolemjdoucích (aby nebyly odpadky tolik vidět) a omezení údržby je často použit mulč.
Tato zeleň, i používané nádoby jsou používány jako dekorativní prvek, ale také k dlouhodobé, nebo krátkodobé uzávěře komunikace. V nádobách mohou být vysázeny trvalky, letničky, nebo dřeviny. Vzácněji jsou používány rostliny, které v našich podmínkách dobře nepřezimují a jsou na zimu přemisťovány, nebo rostliny které obvykle tvoří výzdobu interiérů a jsou tímto způsobem využitelné malou část roku.

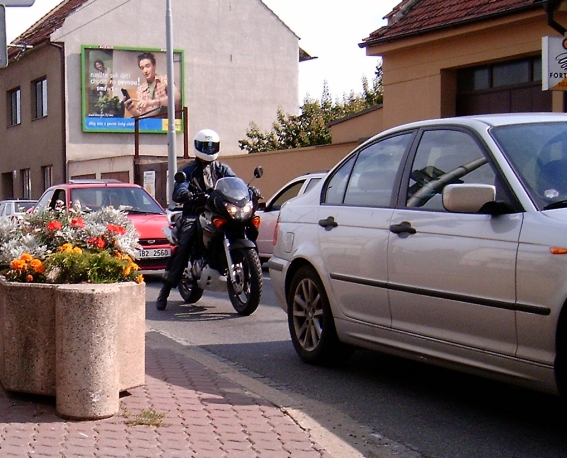
zeleň musí být odolná proti exhalacím

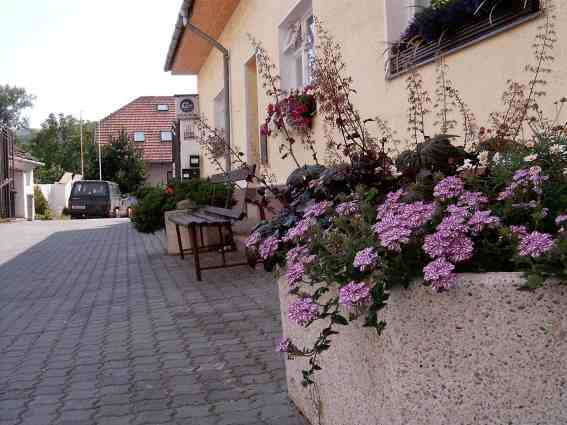
kombinace trvalek a letniček v podobných odstínech

## Údržba
Vzhledem k umístění mobilní zeleně, na rušných komunikacích, na různých místech není možné jednoduše provádět zálivku , nebo zavést stálou závlahu a rostliny proto musí být dostatečně odolné proti suchu i pokud je zálivka prováděna. Je často na úvaze a odvaze zda použít mobilní zeleň jejíž údržba je nákladná. V případě že je šance, že bude mobilní zeleň poničena, znečištěna je více než poničené truhlíky efektivní použít k uzávěře, nebo dekoraci vhodně tvarované betonové prvky.
Velké nádoby s teplomilnými druhy rostlin jako například Pandanus, Agapanthus, Dracaena, Yucca glorioxa, Agáve, Aspidistra, Laurus, Datura, nebo různé palmy a podobně, je třeba na zimu chránit, nejlépe v oranžeriích, sklenících , nebo japanech. Nádoby s běžnými dřevinami a trvalkami je třeba zapustit do půdy, vydatně je zalít a zakrýt chvojím. Méně pevné nádoby s vlhkým substrátem mohou být poškozeny mrazem.

## Používané rostliny
Musí být odolné proti exhalacím, suchu, zasolení, poškození, znečišťování, ideálně i proti krádežím (ostnité).
- Aksamitník
- Borovice
- Brčál
- Břečťan
- Dřišťál
- Juka
- Kultivary smrku ztepilého
- Meruzalka krvavá
- Měsíček lékařský
- Nestařec americký
- Netřesk
- Pelargónie
- Ptačí zob vejčitolistý
- Rozchodník
- Skalník
- Smrk pichlavý
- Surfinie
- Tavolník
- Tis
- Weigelie
- Zimolez kloboukatý
- Zimolez lesklý
- Zerav západní
- Zákula japonská
- Šeřík
- Zelenec